# Mulan II
Mulan II, noto anche come Mulan 2 - La leggenda continua, è il seguito del film d'animazione Disney Mulan del 1998. È uscito il 4 novembre 2004 in Italia (e nel resto d'Europa) e il 1º febbraio 2005 in USA in DVD e VHS. Il film riflette sui matrimoni combinati, la lealtà, le relazioni di coppia e la responsabilità delle proprie scelte.

## Trama
Un mese dopo gli eventi del primo film, Shang ormai divenuto generale, chiede a Mulan di sposarlo, e lei accetta entusiasta. Sentendo del loro fidanzamento, il drago Mushu è eccitato per loro, ma il capo degli antenati lo informa che se Mulan dovesse sposarsi, lui perderà il suo posto di guardiano drago e dovrà lasciarla: infatti, la ragazza appena si sarà sposata, diventerà parte della famiglia di Shang e sarà protetta dai guardiani della medesima famiglia. Dunque, per mantenere il suo lavoro e la sua amica, Mushu ne approfitta per far dividere la coppia dopo aver notato le loro forti differenze, mentre il grillo Cri-Cri cerca di tenerli uniti.
Nel frattempo, l'imperatore convoca Mulan e Shang e affida loro una missione: devono scortare le sue tre figlie, le principesse Ting Ting, Mei e Su, attraverso la Cina, perché si sposino con i principi del Qui Gong (i figli di Lord Qin), in modo da formare un'alleanza tra la Cina e la Mongolia; se la missione non sarà compiuta in tre giorni, l'alleanza crollerà e i mongoli distruggeranno la Cina. A questo punto, Mulan e Shang, partono assieme a Chien-Po, Ling e Yao, per scortare in sicurezza le principesse al loro nuovo regno. Durante il viaggio, le tre fanciulle si innamorano dei tre guerrieri (Mei di Yao, Su di Chien-Po e Ting Ting, nonostante una riluttanza iniziale, di Ling) e scelgono di interrompere la missione ispirandosi alle parole di Mulan ("Ho un dovere verso il mio cuore") che si mostra fermamente contraria all'idea di un matrimonio combinato.
Nel frattempo, Mushu cerca di far separare Mulan e Shang tentando di mettere in ridicolo quest'ultimo, ma ogni tentativo fallisce. In preda alla disperazione, il drago sbatte la testa contro una delle ruote della carrozza, facendola involontariamente precipitare in un fiume con le principesse dentro. Mulan e  Shang, con l'aiuto di Chien-Po, Ling e Yao, riescono a mettere in salvo le fanciulle, mentre la carrozza viene distrutta in mille pezzi. 
Quella stessa notte, i ragazzi conducono Mei, Su e Ting Ting in un villaggio vicino, durante un festival cinese, dove dichiarano il loro rispettivo amore. Nel frattempo Mushu, utilizzando delle marionette e parlando con la voce di Mulan, gioca un brutto scherzo a Shang, facendogli credere che la ragazza voglia prendere il suo posto, causando un alterco tra i due. Subito dopo, Mulan si sfoga con l'amico drago, il quale la informa che le principesse sono scappate con le guardie in città. La ragazza li raggiunge e gioisce insieme a loro dopo aver sentito dello sbocciare del loro amore. Nel frattempo però, Shang viene nuovamente svegliato da Mushu e trova la lettera delle fanciulle in cui dicevano di abbandonare la missione. Deluso e arrabbiato, Shang giunge sul posto, rimprovera le principesse per essersi opposte alla promessa del padre e proibisce a Yao, Ling e Chien-Po di parlare con le ragazze. Subito dopo, Shang ordina a tutti di ritornare immediatamente al campo, ricordando loro l'importanza della missione. Poi, lui e Mulan litigano e così mettono fine al loro fidanzamento dopo aver scoperto che sono troppo diversi.
Il giorno dopo, mentre il gruppo attraversa un territorio di banditi, Mushu si pente delle sue cattive azioni e confessa tristemente a Mulan tutto ciò che ha fatto. Sebbene sia arrabbiata con l'amico drago, Mulan si sente alleggerita dalla notizia, perché ha capito che tra lei e Shang c'è ancora una speranza. Così la ragazza prova a riconciliarsi col fidanzato, ma improvvisamente i banditi li attaccano. Chien-Po, Ling e Yao riescono a sconfiggerli e a salvare le principesse, mentre Mulan e Shang rimangono sospesi su un precipizio dopo la rottura di un ponte. Rendendosi conto che la corda non può reggere tutti e due, Shang sceglie di sacrificare la propria vita per Mulan (esattamente come lei aveva rischiato la sua per lui nel primo film), e così lascia andare la presa, cadendo nel burrone sottostante. Col cuore infranto per la perdita del fidanzato, la ragazza continua da sola il viaggio verso il Qui Gong. 
Non volendo che le principesse siano obbligate a sposare i principi che non amano e sentendosi ancora devastata dalla morte di Shang, Mulan si offre come moglie per uno dei figli di Lord Qin, il re della Mongolia, che all'inizio è riluttante, ma poi accetta l'offerta.
Nel frattempo Shang, che in realtà è sopravvissuto alla caduta, essendo atterrato in un fiume, viene a saperlo subito dopo aver raggiunto gli altri e tenta di fermare il matrimonio nonostante Lord Qin non lo permetta. A quel punto, interviene Mushu, che fingendosi il drago d'oro dell'unione, obbliga il re a interrompere le nozze forzate di Mulan con suo figlio. Alla fine, Mulan e Shang si sposano, e le principesse sono libere dai loro obblighi e possono sposarsi con Chien-Po, Ling e Yao. Quindi, l'unione dei due paesi avviene ma senza il matrimonio combinato. 
Dopo la cerimonia, Shang unisce i templi delle due famiglie in modo che Mushu possa mantenere il suo posto di guardiano. Sentendo ciò, Mushu esulta felice e soddisfatto, dopodiché si presenta a Shang, anche se Mulan ha parlato a suo marito del piccolo drago senza tralasciare neanche un dettaglio.

## Doppiaggio
| Personaggio           | Doppiatore originale                          | Doppiatore italiano                                      |
| --------------------- | --------------------------------------------- | -------------------------------------------------------- |
| Mulan                 | Ming-Na Wen (dialoghi), Lea Salonga (canto)   | Laura Lenghi (dialoghi), Rossella Ruini (canto)          |
| Li Shang              | BD Wong                                       | Francesco Prando                                         |
| Mushu                 | Mark Moseley                                  | Tonino Accolla                                           |
| Principessa Mei       | Lucy Liu (dialoghi), Beth Blankenship (canto) | Franca D'Amato (dialoghi), Lorena Brancucci (canto)      |
| Yao                   | Harvey Fierstein                              | Ennio Coltorti                                           |
| Principessa Ting Ting | Sandra Oh (dialoghi), Judy Kuhn (canto)       | Cristiana Lionello (dialoghi), Claudia Arvati (canto)    |
| Ling                  | Gedde Watanabe                                | Fabrizio Apolloni (dialoghi), Danilo De Girolamo (canto) |
| Principessa Su        | Lauren Tom (dialoghi), Mandy Gonzalez (canto) | Stella Musy (dialoghi), Marjorie Biondo (canto)          |
| Chien-Po              | Jerry Tondo                                   | Simone Mori (dialoghi), Stefano Rinaldi (canto)          |
| Fa Li                 | Freda Foh Shen                                | Melina Martello                                          |
| Imperatore            | Pat Morita                                    | Carlo Baccarini                                          |
| Primo Antenato        | George Takei                                  | Gabriele Martini                                         |
| Nonna Fa              | June Foray                                    | Deddi Savagnone                                          |
| Fa Zhou               | Soon-Tek Oh                                   | Vittorio Congia                                          |
| Sovrano del Qui Gong  | Keone Young                                   | Oreste Rizzini                                           |
| Secondo Antenato      | Kevin Michael Richardson                      | Franco Mannella                                          |
| Antenata anziana      | Tress MacNeille                               | Graziella Polesinanti                                    |
| Mezzana               | April Winchell                                | Franca Lumachi                                           |

## Colonna sonora

### Album
La colonna sonora ufficiale del film uscì il 25 gennaio 2005.
La versione italiana della colonna sonora non è stata distribuita in Italia; l'unica canzone del film che è stata pubblica è "Vorrei più libertà", cantata da Marjorie Biondo, Claudia Arvati e Lorena Brancucci, contenuta nell'album "Principesse - Le più belle canzoni".

#### Tracce
1. Titolo principale – 1:09 (musica: Joel McNeely)
2. Rossella Ruini e coro – L'assetto perfetto – 2:26 (testo: Alexa Junge – musica: Jeanine Tesori)
3. Stefano Rinaldi, Danilo De Girolamo e Ennio Coltorti – La donna adatta a noi (seguito di Per lei mi batterò) – 2:25 (testo: Alexa Junge – musica: Jeanine Tesori)
4. Qui accanto a me – 2:36 (testo: Kate Light – musica: Joel McNeely)
5. Marjorie Biondo, Claudia Arvati e Lorena Brancucci – Vorrei più libertà – 2:51 (testo: Alexa Junge – musica: Jeanine Tesori)
6. Il viaggio inizia – 2:59 (musica: Joel McNeely)
7. Innamorato e in difficoltà – 4:38 (musica: Joel McNeely)
8. L'attacco – 4:06 (musica: Joel McNeely)
9. Shang vive! – 4:29 (musica: Joel McNeely)
10. Qui accanto a me (strumentale) – 2:35 (musica: Joel McNeely)

## Accoglienza

### Critica
Il film è stato accolto in maniera estremamente negativa dalla critica. Sul sito aggregatore di recensioni Rotten Tomatoes detiene uno 0% di gradimento, basato su 5 recensioni e con un punteggio medio di 3,9 su 10. Il critico Robert Pardi ha assegnato al film 2 stelle su 5, scrivendo: "Il Mulan originale è stato annunciato per aver aggiunto un'eroina coraggiosa al canone Disney delle principesse angosciate, ma nonostante il suo eccellente cast vocale, questo sequel non fa che scimmiottare il successo dei film live-action sulle arti marziali".

### Annotazioni
1. ↑  Titolo alternativo proposto da Disney+.

### Fonti
1. ↑  (EN) Mulan 2, su Rotten Tomatoes. URL consultato il 28 febbraio 2022.
2. ↑  (EN) Mulan 2, su TV Guide. URL consultato il 28 febbraio 2022 (archiviato dall'url originale il 13 gennaio 2021).